# 이농
이농(李農, ? ~ 350년)은 오호 십육국 시대 후조의 대신이다. 다른 이름은 이도(李菟)이다.

## 생애
석호에 의해 무군장군(撫軍將軍)으로 임명되었다.
건무(建武) 5년(339년), 동진의 유량(庾亮)이 무창(武昌)을 진수하자 석호는 기안(夔安)을 대도독(大都督)으로 임명하여 석감, 석민, 이농, 장하도, 이도(李菟) 5명의 장군과 함께 병사 5만 명을 이끌고 형주(荊州)와 양주(揚州) 북부 변경을 공격하게 하였다. 기안과 이농은 면남(沔南)을 함락시켰다. 이농은 사지절(使持節), 감요서북평제군사(監遼西北平諸軍事), 정동장군(征東將軍), 영주목(營州牧)이 되어 영지(令支, 현재의 허베이성 첸안시 서쪽)을 진수하였다. 이농은 무리 3만 명을 이끌고 정북대장군(征北大將軍) 장거(張舉)와 만나 함께 전연의 범성(凡城)을 공격하였으나 전연의 장수 열관(悅綰)에게 저지되었다.
건무 13년(347년), 사공(司空)으로 임명되었다. 인도의 승려 불도징이 후조에 오자 석호는 이농으로 하여금 아침저녁으로 불도징이 기거하는 곳으로 가서 문후를 묻도록 하였다. 건무 14년(348년), 명을 받고 태위(太尉) 장거와 함께 의논하여 석호의 아들 석세를 태자로 세웠다.
태녕(太寧) 원년(349년), 양독(梁犢)이 후조에 반기를 들자 석호는 이농을 대도독으로 임명하고 대장군의 일을 처리하게 하였다. 이농은 보병과 기병 10만 명을 이끌고 양독을 토벌하였으나 신안(新安, 현재의 허난성 몐츠현 동쪽)과 낙양에서 계속 패하였다. 석호가 죽고 석세가 즉위한 뒤 장시(張豺)가 태위 장거를 찾아가 이농을 주살할 것을 계획하였으나, 장거와 이농은 사이가 밀접하였으므로 장거가 그 사실을 이농에게 말하였다. 이농은 그것을 들은 뒤 광종(廣宗)으로 달아났다. 석준이 석세를 죽이자 이농은 돌아와 석준에게 귀부하여 사죄하였고, 석준은 그의 관위를 회복시켜 주었다. 석충이 계성(薊城)에서 석준에게 반기를 들자 석준은 무흥공(武興公) 석민과 이농에게 정예병 10만 명을 이끌고 석충을 토벌하도록 하였다. 석충은 원씨현(元氏縣)에서 석민과 이농에게 사로잡혔다. 이때 동진의 저부(褚裒)가 후조를 공격하자 이농은 남토대도독(南討大都督)이 되어 기병 2만 명을 이끌고 저부의 부장 왕감(王龕) 등과 대피(代陂)에서 교전하였다. 왕감 등은 크게 패하였고, 모두 포로로 사로잡혔다. 11월, 석민이 이농과 우위장군(右衛將軍) 왕기(王基)를 협박하여 함께 석준을 폐출할 것을 은밀히 모의하였고, 이에 석준을 죽인 뒤 석감이 즉위하여 대사면령을 내렸다. 석감은 석민을 대장군(大將軍)으로 임명하고 무덕왕(武德王)으로 봉하였고, 이농을 대사마(大司馬) 및 녹상서사(錄尚書事)로 임명하였다.
이듬해 350년 윤정월, 석민과 이농이 석감을 폐하고 죽였다. 이에 사도(司徒) 신종(申鐘) 등이 석민에게 존호를 올렸고, 석민은 이를 사양하고 이농에게 양보하였으나 이농도 굳게 석민에게 사양하여 받지 않았다. 석민이 즉위하여 대사면령을 내렸고, 연호를 영흥(永興)으로 고친 뒤 국호를 대위(大魏)라고 하였다. 3월, 석민이 원래의 성인 염(冉)으로 되돌렸고, 이농을 태재(太宰), 겸태위(兼太尉), 녹상서사(錄尚書事)로 임명하고 제왕(齊王)으로 봉하였다. 이농의 아들들은 모두 현공(縣公)으로 봉해졌다. 4월, 염민이 이농과 그의 세 아들을 죽였고, 동시에 상서령(尚書令) 왕모(王謨), 시중(侍中) 왕연(王衍), 중상시(中常侍) 엄진(嚴震)을 죽였다.

## 참고 문헌
- 《진서·석계룡재기(石季龍載記)》
- 《자치통감·진기(晉紀)》